# 1372 Гаремарі
1372 Гаремарі (1372 Haremari) — астероїд головного поясу, відкритий 31 серпня 1935 року.
Тіссеранів параметр щодо Юпітера — 3,264.